# Serrall

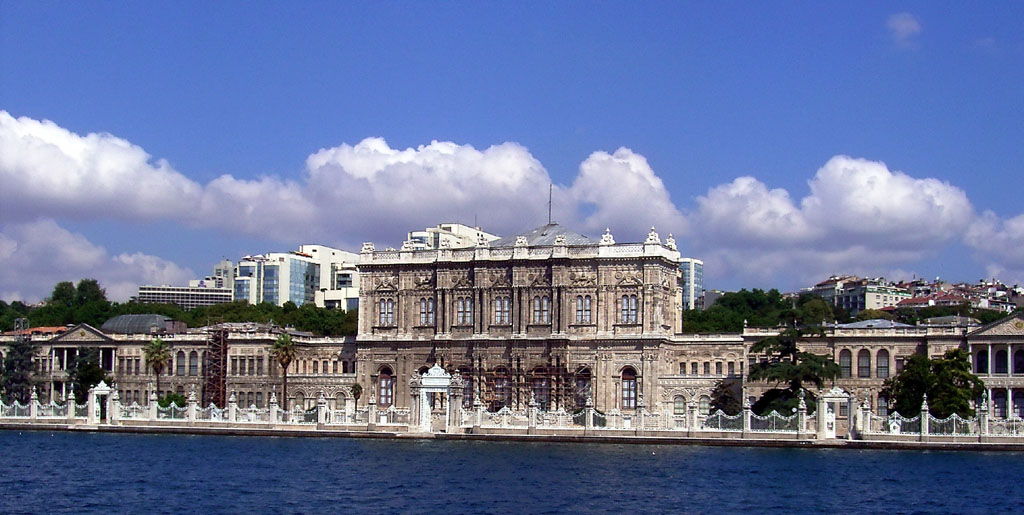
El palau de Dolmabahçe, del.

El terme serrall pot tenir diverses definicions. D'una banda, i principalment, es refereix a un palau o residència d'un soldà o de vegades un emir en països de civilització turca (turc: saray, del persa سرای, sarāy).
El terme es fa servir principalment per denominar els palaus dels soldans otomans. Dins el context de l'orientalisme europeu, i sobretot el segle xviii, aquest terme es vincula amb les fantasies dels europeus respecte a la cultura de l'Imperi Otomà, com es veu a l'òpera de Mozart, El rapte en el serrall. També es menciona el serrall en l'obra satírica de Montesquieu, Cartes perses (Lettres persanes, de 1721), on un dels personatges, un persa de la ciutat d'Esfahan, es descriu com a habitant d'un serrall.
A Pèrsia, el terme serrall designava originalment un hostal, refugi o palau; a l'Iran avui, designa un tancat construït dins d'un basar i destinat a acollir magatzems i tallers.

## Etimologia principal
Com ens explica el Diccionari de l'Enciclopèdia Catalana, apareix amb el sentit de palau de soldà el 1803, i quant a l'etimologia, prové segurament de l'italià serraglio, ‘clos’, ‘serrall’, derivat del llatí serrare, ‘tancar’, amb influx del persa sarai, ‘palau’, potser a través del turc.

## Els serralls otomans
Els grans serralls d'Istanbul són considerats obres mestres de l'arquitectura otomana. Alguns serralls importants de l'Imperi Otomà, principalment a Istanbul, són:
- Palau de Topkapı (en turc Topkapı Sarayı), a Istanbul
- Palau de Dolmabahçe (en turc Dolmabahçe Sarayı), a Istanbul
- Palau de Çırağan (en turc Çırağan Sarayı), a Istanbul
- Palau de Beylerbeyi (en turc Beylerbeyi Sarayı), a Istanbul
- Palau de Yıldız (en turc Yıldız Sarayı), a Istanbul
- Palau d'İshak-Paşa (en turc İshak Paşa Sarayı), a Dogubeyazit (Doğubeyazıt)

## Topònims que incorporen Sarai
- Bakhtxisarai (tàtar de Crimea: Bağçasaray, que vol dir "el palau dels jardins", ucraïnès: Бахчисара́й Bakhtxysarài, rus: Бахчисарай Bakhtxisarài, turc: Bahçesaray), a Crimea, Ucraïna. Fou i és un centre polític i cultural pels tàtars de Crimea, i també fou la capital del Kanat de Crimea. Avui encara es pot apreciar un palau tàtar del segle xvi, el Hansarai o palau del Khan, reconstrucció del palau anterior destruït en una incursió de l'imperi Rus.
- Sarajevo, capital de Bòsnia i Hercegovina.
- El Serrallo, barri de pescadors de Tarragona, corresponent a la part baixa de la ciutat romana.

## Altres definicions de serrall
La paraula té altres definicions en català, algunes més antigues:
- Una segona definició seria la part d'un palau destinada a harem,[1] o, per extensió, l'harem mateix.[2]
- Als Països Catalans, no s'ha d'oblidar que serrall també es fa servir com una variant de la paraula 'serra', és a dir, per indicar un turó o muntanya de cim allargassat,[3] junt amb la forma 'serral',[4] com testimonien mants topònims. Vegeu, per exemple: Serrall Pla (a Ribera d'Ebre); Serrall dels Clapers (al Priorat); Serrall dels Sarraïns (a les Garrigues); Serrall del Rocal (a les Garrigues); Serrall dels Domenges (al Priorat); Serrall del Mig (al Priorat); Serrall de les Cometes (a les Garrigues); Serrall de les Torres (a les Garrigues); Serrall de les Rotes (a les Garrigues); Serrall de les Aubagues (a les Garrigues); Serrall de la Cova (a la Conca de Barberà); Serrall de la Punta Alta (a les Garrigues); Serrall de la Vall de Reig (a les Garrigues); Serrall de les Espadelles (al Priorat); etc.
- Una quarta definició seria un tancat per tenir els animals.[5]

## Galeria d'imatges

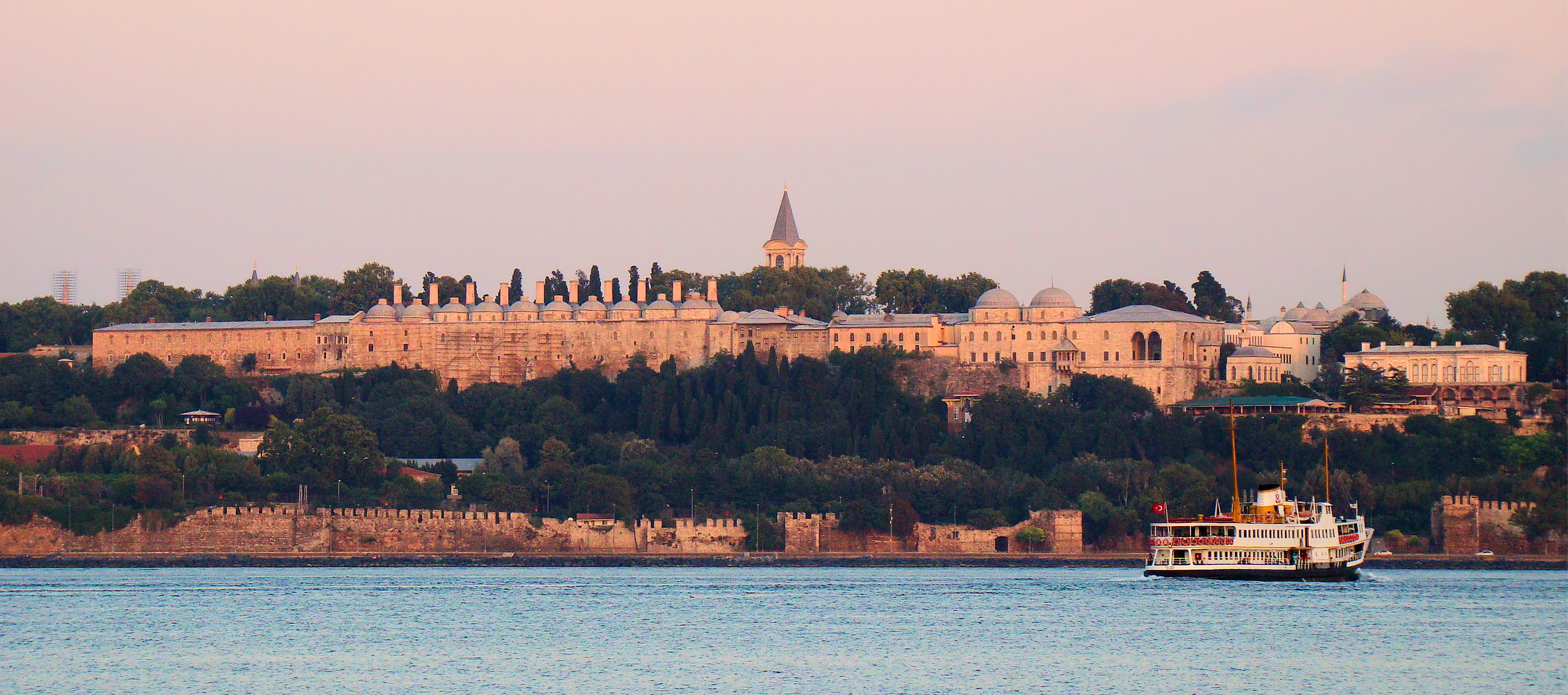
Vista general del palau de Topkapı a l'alba.

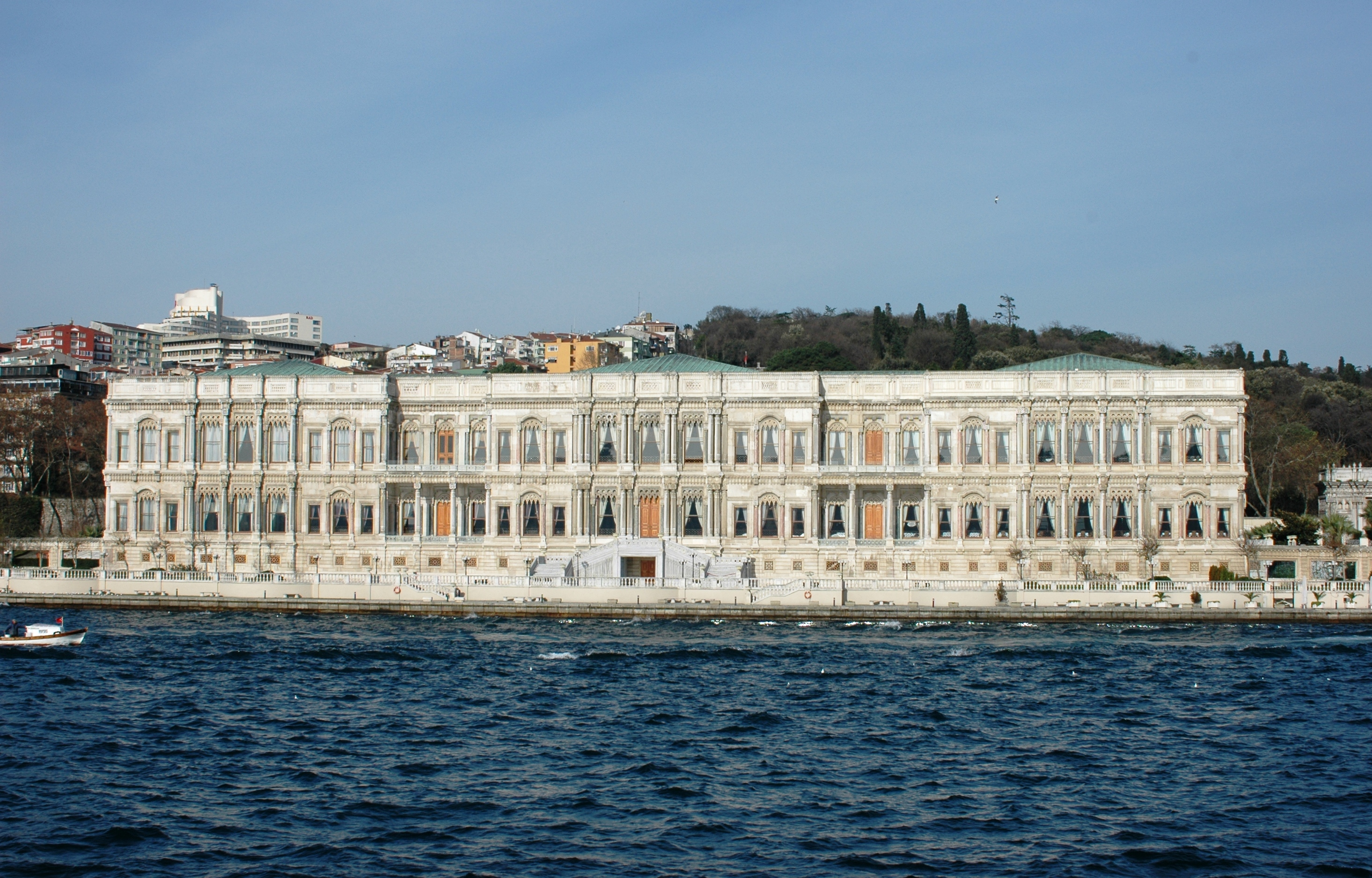
El palau de Çırağan, del.

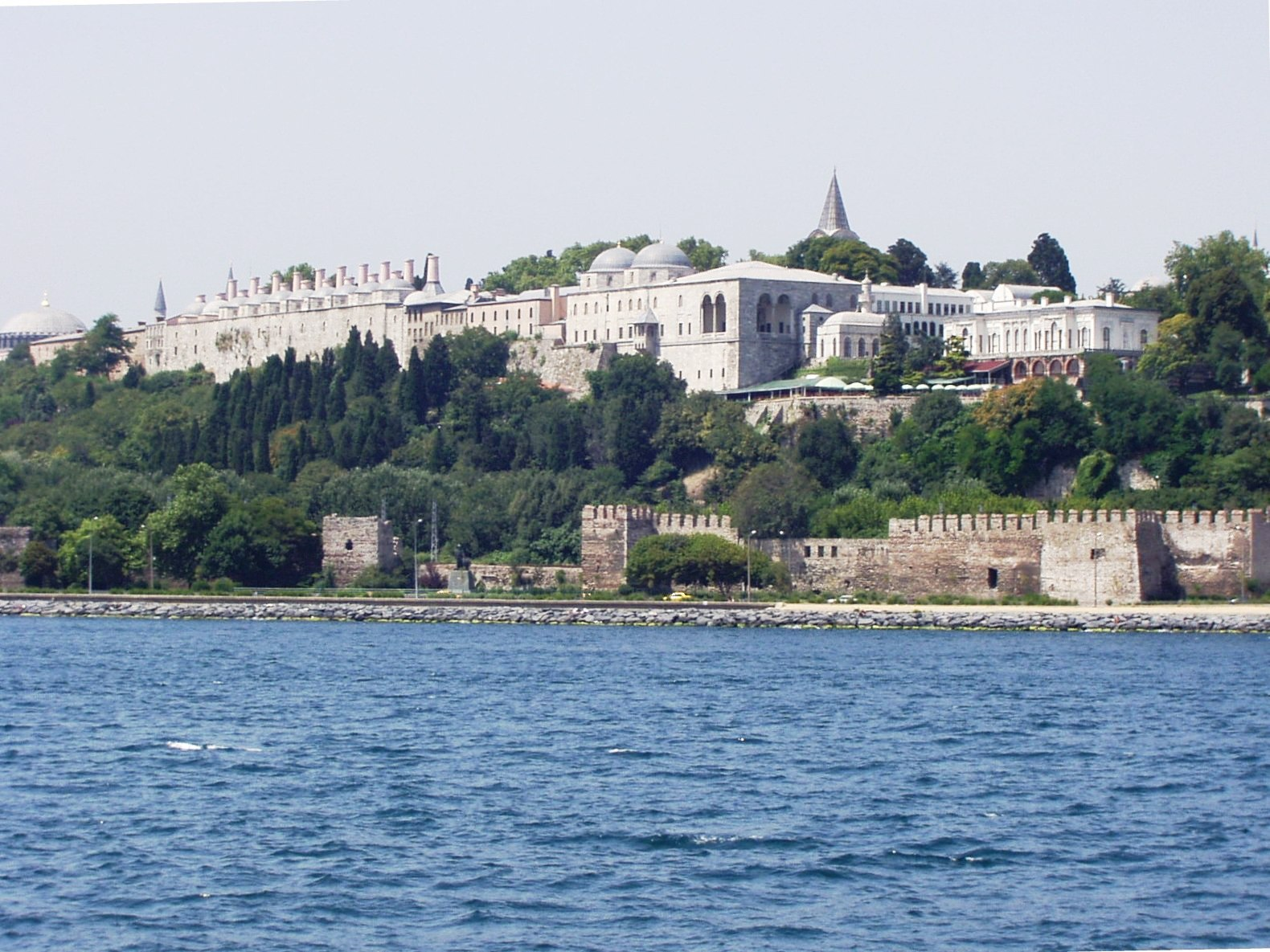
El palau de Topkapı (segles XV a XIX, Istanbul) vist des del Bòsfor.
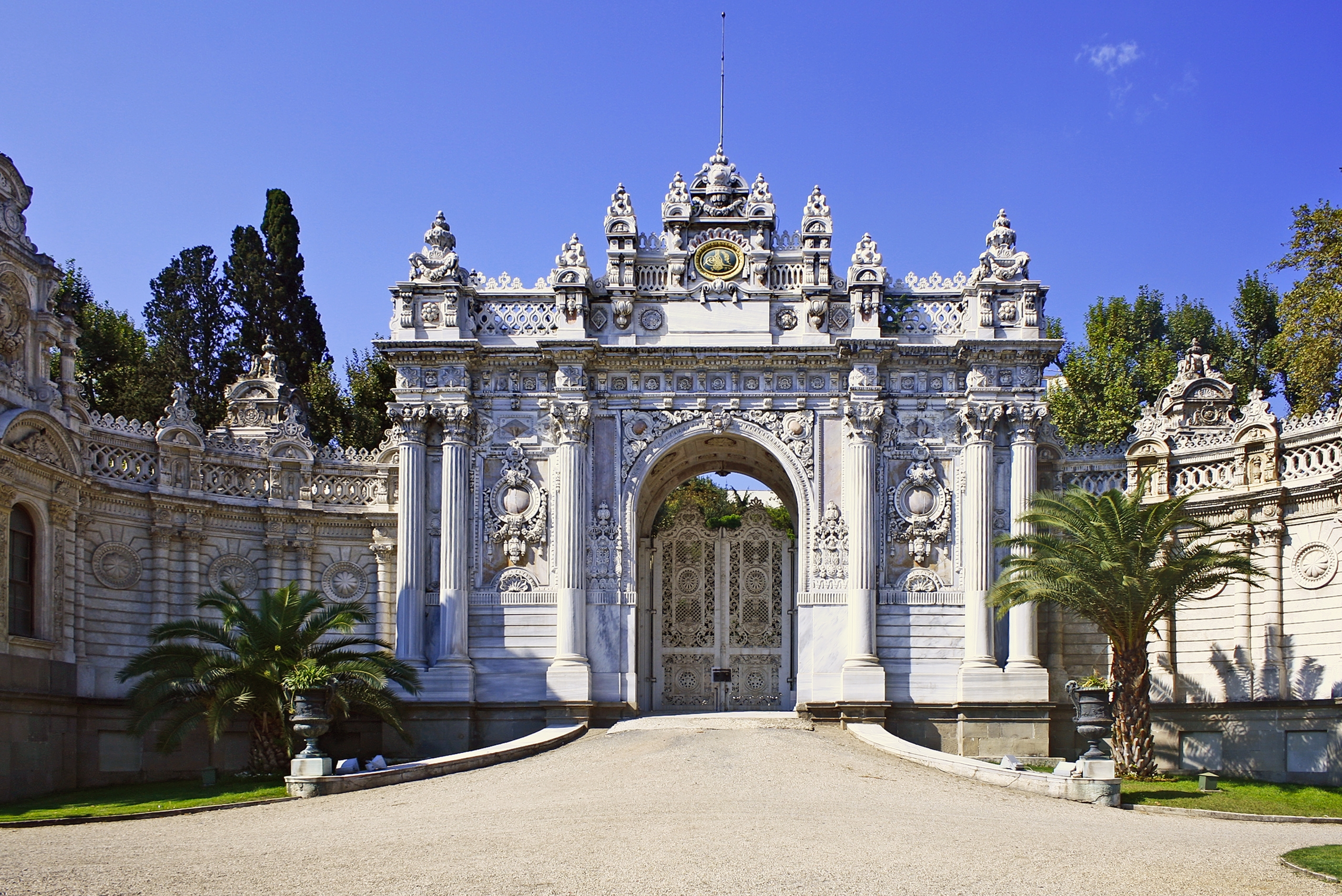
Un portal del palau de Dolmabahçe (segle xix, Istanbul).
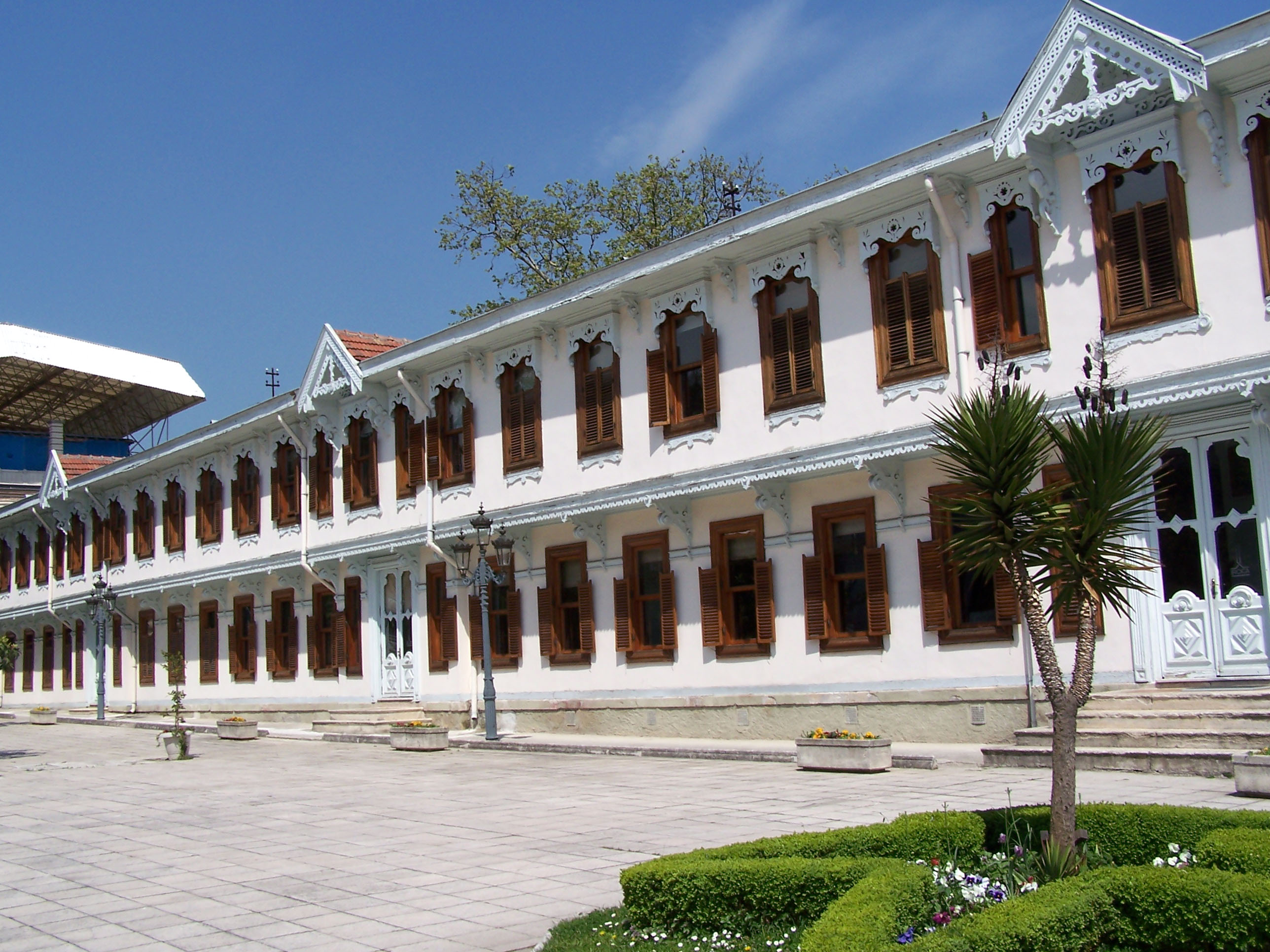
El palau de Yildiz, dels segles XIX-XX (Istanbul).
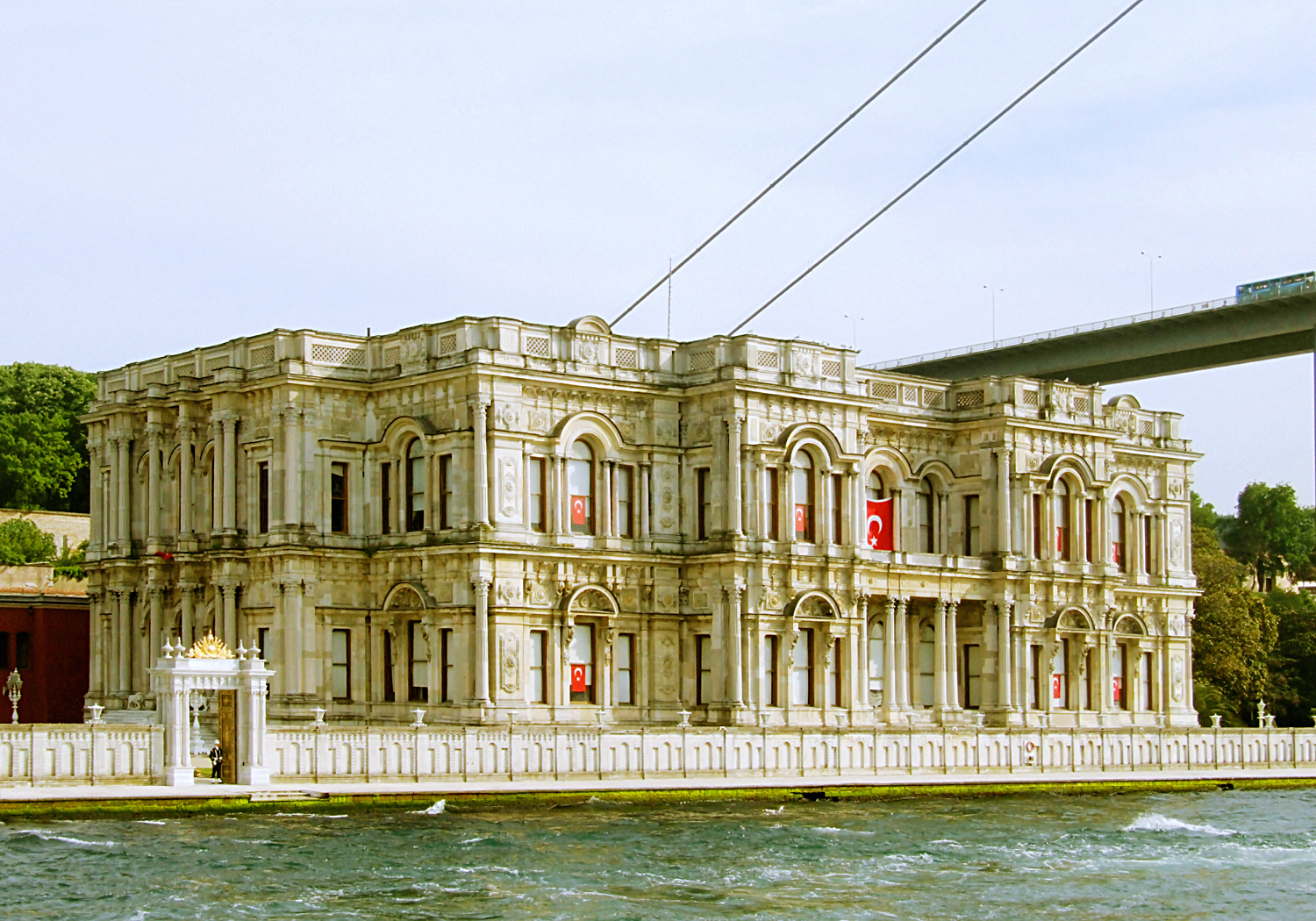
El palau de Beylerbeyi, del segle xix (Istanbul).
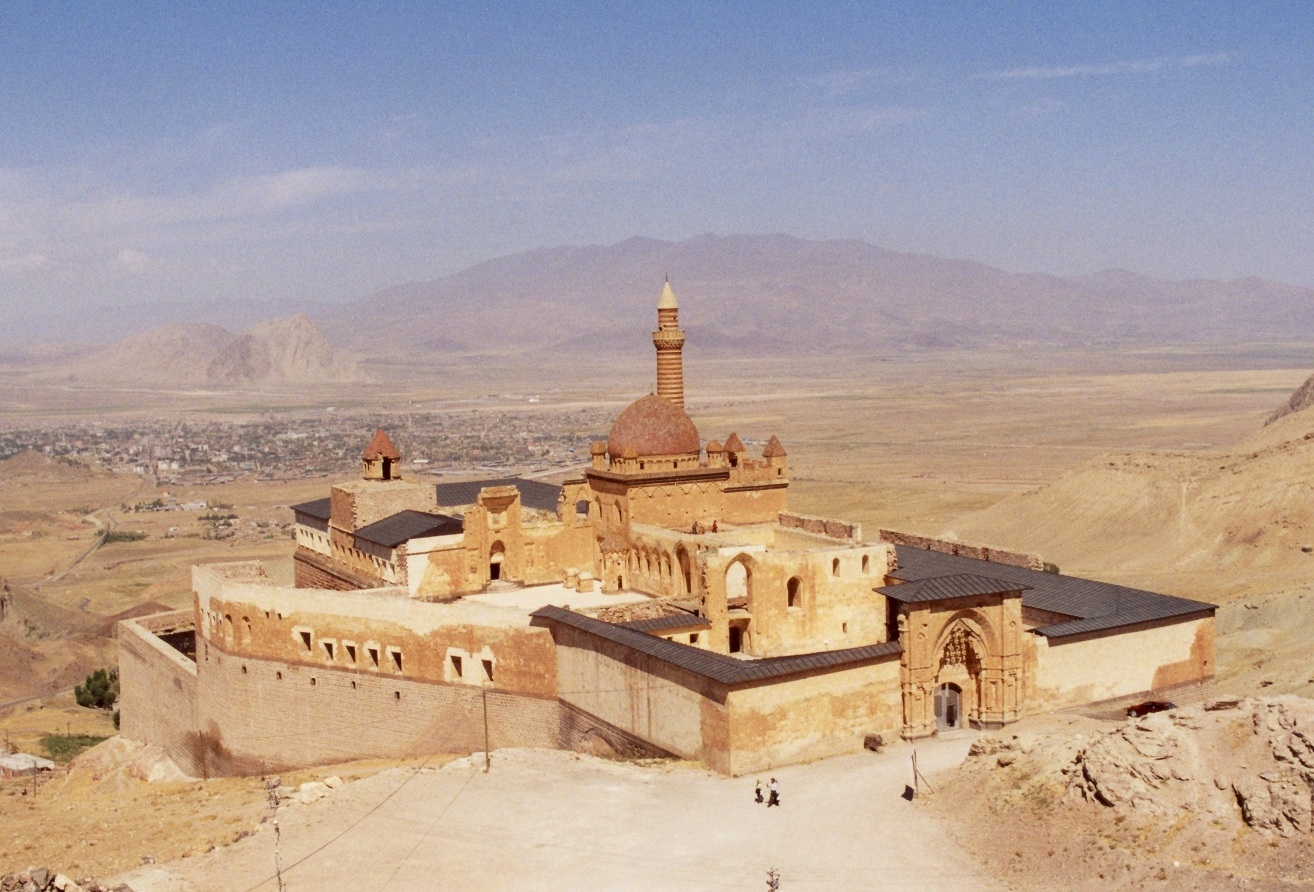
El palau d'İshak-Paşa, dels segles XVII-XVIII (a Dogubeyazit, Turquia).
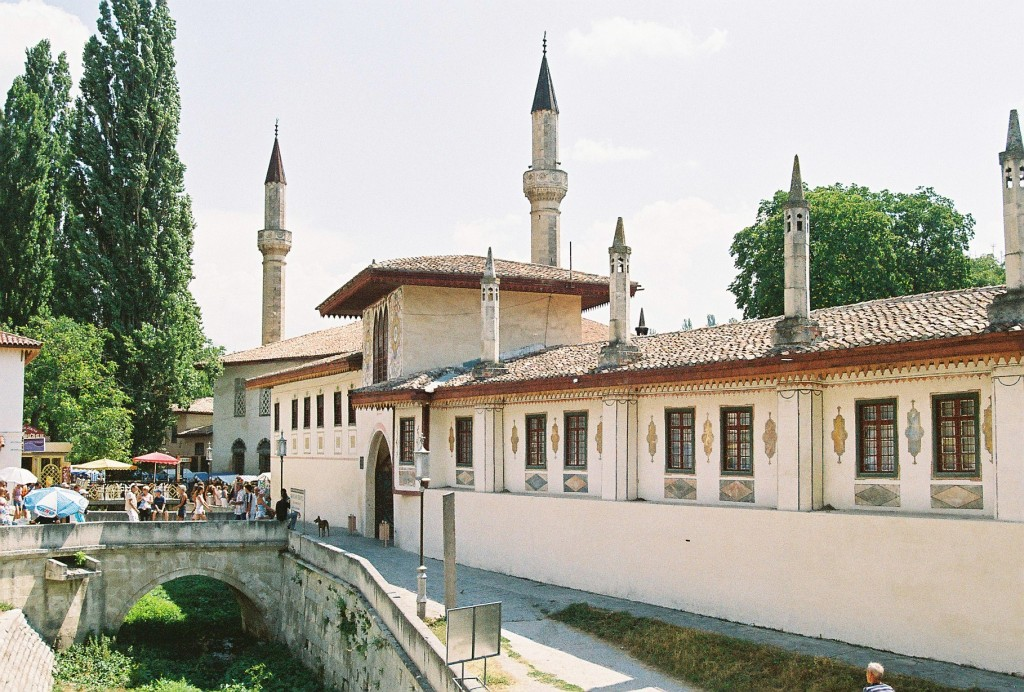
El Hansarai i el seu pont d'entrada, a Bakhtxysarai, Crimea.